# Psautier Tiberius
Le psautier Tiberius est un manuscrit enluminé contenant les psaumes. Réalisé dans le troisième quart du XIe siècle en Angleterre, il a sans doute été exécuté au scriptorium de la cathédrale de Winchester. Le manuscrit est conservé à la British Library (Cotton MS Tiberius C VI). Il contient un important cycle de miniatures en pleine page placé pour la première fois en préface des psaumes. 

## Historique
D'après le style de son écriture et de ses décorations, le manuscrit provient probablement du scriptorium de la cathédrale de Winchester et a été réalisé entre les années 1050 et 1075. Des notes ont été ajoutées dans la seconde moitié du XIIe siècle.
La trace du manuscrit se retrouve au XVIe siècle probablement dans les collections de Elizabeth Howard, fille du duc de Norfolk, puis dans celle de William Lambarde et enfin dans celle de Robert Bruce Cotton. Sa bibliothèque, complétée par son fils et son petit-fils, est acquise par la couronne en 1703. Elle subit un important incendie au sein de l'Ashburnham House en 1731 qui endommage le psautier. Il intègre les collections du British Museumà sa création en 1753 puis celles de la British Library en 1973.

## Description

### Texte
Le psautier contient les parties suivantes :
- des tables de comput et de la lune pour le calcul de la date de Pâques, f.2-6r (tables similaires à celles conservées dans le Missel de Leofric)
- des diagrammes et des illustrations en pleine page tirées de l'Ancien et du Nouveau Testament, f.6-18
- préfaces des psaumes et prières, f.19-27
- L'homélie latine et sa traduction en vieil anglais, f.28-30
- le psautier proprement dit dans sa version gallicane (imparfaite), f.31r.-129

### Décorations
Le manuscrit est l'un des premiers psautiers à contenir un cycle d'illustrations en préambule, basée sur la typologie biblique et tracées à la plume : 
- un diagramme représentant la vie et la mort personnifiée par le Christ et une femme ou un ange, f.6v.
- La Création, f.7v
- David sauvant un agneau de la mâchoire d'un lion, f.8r.
- David et Goliath, f.8v.
- Goliath et les Philistins fuyant, f.9r.
- L'Onction de David par Saül, f.9v.
- David sur un trône avec sa harpe, f.10r.
- La Troisième tentation du Christ, f.10v.
- L'Entrée du Christ à Jérusalem, f.11r.
- Le Christ lavant les pieds de saint Pierre, f.11v.
- L'Arrestation du Christ et le baiser de Judas, f.12r.
- Le Christ devant Pilate, f.12v.
- La Crucifixion, f.13r.
- L'Ange apparaissant aux trois femmes devant le tombeau vide du Christ, f.13v.
- La Descente aux enfers, f.14r.
- Saint Thomas touchant le Christ, f.14v.
- L'Ascension, f.15r.
- La Pentecôte, f.15v.
- Saint Michel combattant le dragon, f16r.

Le thème de ces illustrations porte sur la conquête du diable. L'enlumineur fonde son inspiration à la fois sur la tradition anglo-saxonne (comme dans le psautier d'Odbert), mais aussi sur d'autres manuscrits plus anciens, des illustrations très proches se retrouvant dans l'enluminure insulaire (psautier de Southampton (en)) ou dans l'enluminure carolingienne (psautier de Stuttgart). Il développe aussi une véritable originalité dans les représentations de la tentation du Christ, la descente aux enfers ou saint Michel.

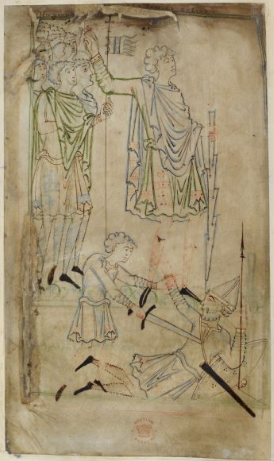
David et Goliath, f.8v.
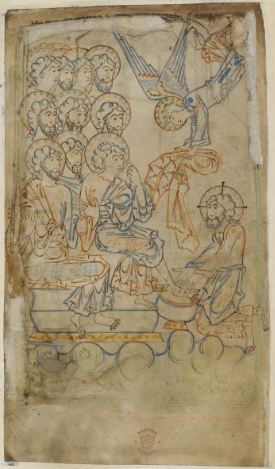
Le Christ lavant les pieds de saint Pierre, f.11v.
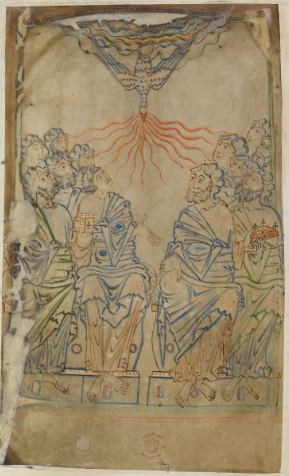
La Pentecôte, f.15v.

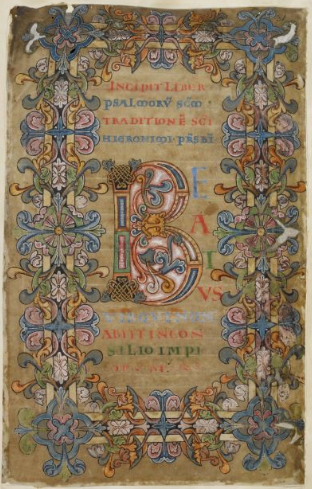
Beatus Vir, f.31v.

Les psaumes sont illustrées de trois pages d'incipit au début des psaumes 1, 51, 101 et 109, et contient trois illustrations en pleine page : la messe de saint Jérôme (f.71v.), le Christ terrassant le dragon (f.114v.), et la Trinité (f.126v.).